# Stamford Mercury
Stamford Mercury («Стамфордский Меркурий»; также Lincoln, Rutland & Stamford Mercury; Rutland & Stamford Mercury; Rutland Mercury — «Линкольнский, Ратлендский и Стамфордский Меркурий», «Ратлендский и Стамфордский Меркурий», «Ратлендский Меркурий») — еженедельная британская региональная газета. Принадлежала медиа-концерну Johnston Press; в январе 2017 года была приобретена издательской группой Iliffe Media. Выходит по пятницам. Издаётся в трёх субрегиональных версиях: Стамфорд — Дипингс, Ратленд, Борн. Публикуется с 1712 года (по утверждению прежнего издателя — старейшая газета Великобритании; год основания, ранее указывавшийся в выходных данных, — 1695; титул оспаривается английскими газетами Berrow’s Worcester Journal и The London Gazette). Тираж печатной версии по состоянию на июнь 2010 года — 17 706 экземпляров. По состоянию на ноябрь 2019 года онлайн-версия издания имела 25 432 еженедельных подписчика.